# Żleb ku Palcu

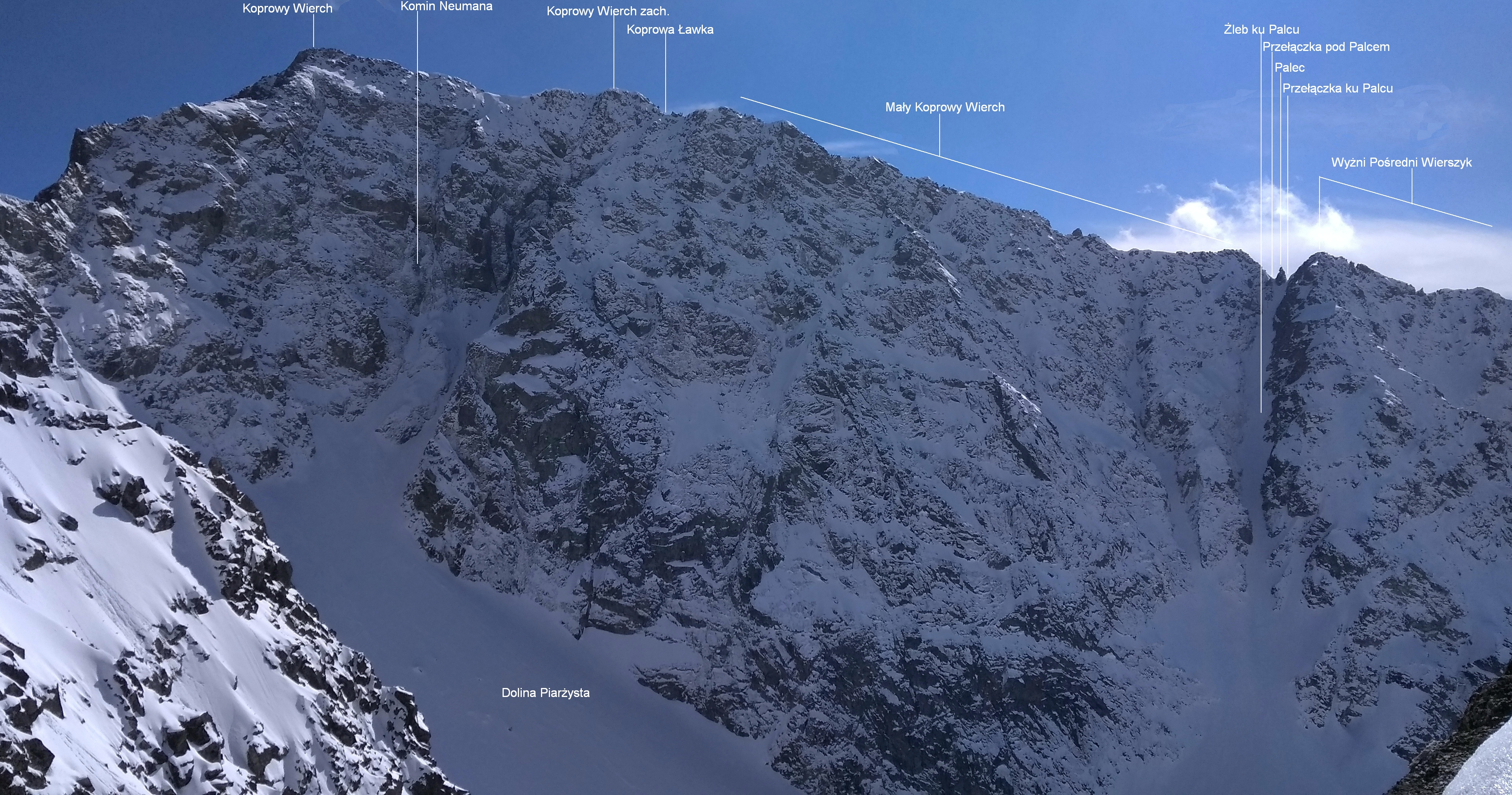
Widok z Liptowskich Murów

Żleb ku Palcu – żleb w grani Pośredniego Wierszyka w słowackiej części Tatr Wysokich. Jego dolny koniec znajduje się na wielkim stożku piargowym bezpośrednio nad progiem Doliny Piarżystej (najwyższe piętro Doliny Ciemnosmreczyńskiej). Najniższa część żlebu wcięła się głęboko w skały północnej ściany Pośredniego Wierszyka tworząc w nich zatokę. Do zatoki tej uchodzi także prawy żleb Małego Koprowego Wierchu.
Żleb ku Palcu ma wysokość około 200 m (licząc od miejsca połączenia z prawym żlebem Małego Koprowego Wierchu). W górnej części rozgałęzia się na dwie rynny podchodzące pod przełączki po obu stronach turni Palec; po prawej stronie (patrząc od dołu) jest to Przełączka ku Palcu, po lewej Przełączka pod Palcem. Pierwsze przejście zimowe Żlebem ku Palcu: Janusz Kurczab, Tadeusz Piotrowski, Zdzisław Prusisz, Ryszard Szafirski 13 lutego 1967 r. Pierwsze przejście letnie: Władysław Cywiński 5 maja 1994 r. Przy przejściu W. Cywińskiego żleb był w śniegu, prawdopodobnie brak przejścia bez śniegu. Pierwszy zjazd narciarski: Edward Lichota 28 kwietnia 2001 r.